# HMS Dauntless (D33)
Pour les autres navires du même nom, voir HMS Dauntless.
Pour les articles homonymes, voir D33.
Le HMS Dauntless (D33) est un destroyer de défense antiérienne, second navire de la classe Daring (Type 45), mis en service par la Royal Navy en 2010.
Après qu'il eut été constaté un défaut de conception du refroidisseur intermédiaire fourni par Northrop Grumman fixé aux turbines à gaz Rolls-Royce WR-21, engendrant une perte de puissance des navires de sa classe, notamment dans les mers chaudes, il a été équipé de nouveaux générateurs dans le cadre du « Power Improvement Project » [PIP]. Il a repris la mer en 2022, puis est de nouveau entré dans une période de maintenance afin d’être doté du nouveau missile antinavire NSM [Naval Strike Missile].